# Viaduto de Xabregas
O Viaduto de Xabregas é uma infra-estrutura da Linha do Norte, situada na cidade de Lisboa, em Portugal.

## Características
Esta estrutura é composta por duas secções, uma apresentando arcos de pedra, e outra em vigas metálicas. O vão da secção metálica tinha, na altura da sua construção, 15,60 metros de comprimento, enquanto que o comprimento da secção de arcos de pedra é de cerca de 36 metros.

## História
O viaduto foi concebido por John Sutherland e Valentine C. L., tendo sido construído em 1854. A secção de vigas metálicas foi substituída em 1954.